# Myvatn

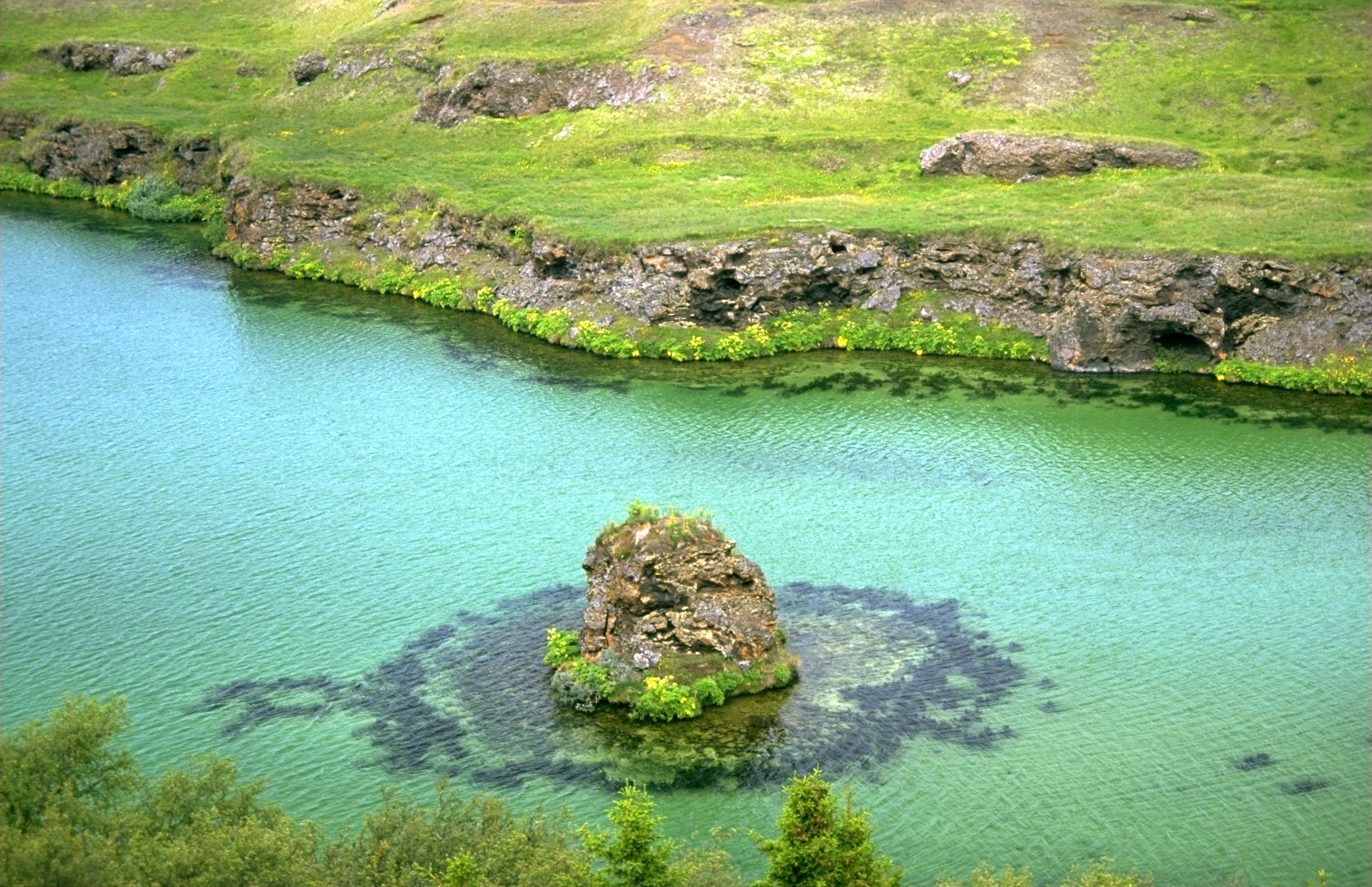
Isla de lava en Myvatn.

El lago Mývatn (islandés "mý" = mosca enana, "vatn" = lago; el lago de las moscas enanas) se encuentra situado en el norte de Islandia. El nombre del lago proviene de las numerosas moscas que se encuentran aquí durante el verano. Un gran número de patos se alimentan de estos insectos, por lo que el área tiene una gran importancia para los ornitólogos. Situada a 50 kilómetros al sur de Húsavík, tiene 37 km² y poca profundidad, siendo el punto más profundo solo de 4,5 metros. Es el quinto más grande de todo el país. Desde 2000, una carrera de maratón tiene lugar alrededor del lago cada verano.

## Historia
Antes se vivía de la pesca de la trucha en el lago Myvatn, pero eso ha cambiado en las últimas décadas. En la década de los sesenta se estableció una fábrica de diatomite, y se convirtió en la principal fuente de empleo de la zona. La planta geotérmica de Krafla es otro de los focos de empleo, por no contar con la industria turística que cada vez va creciendo más. En toda la zona se pueden encontrar unos cuantos hoteles, restaurantes, cámpines y otras empresas relacionadas con el turismo.

## Vulcanismo

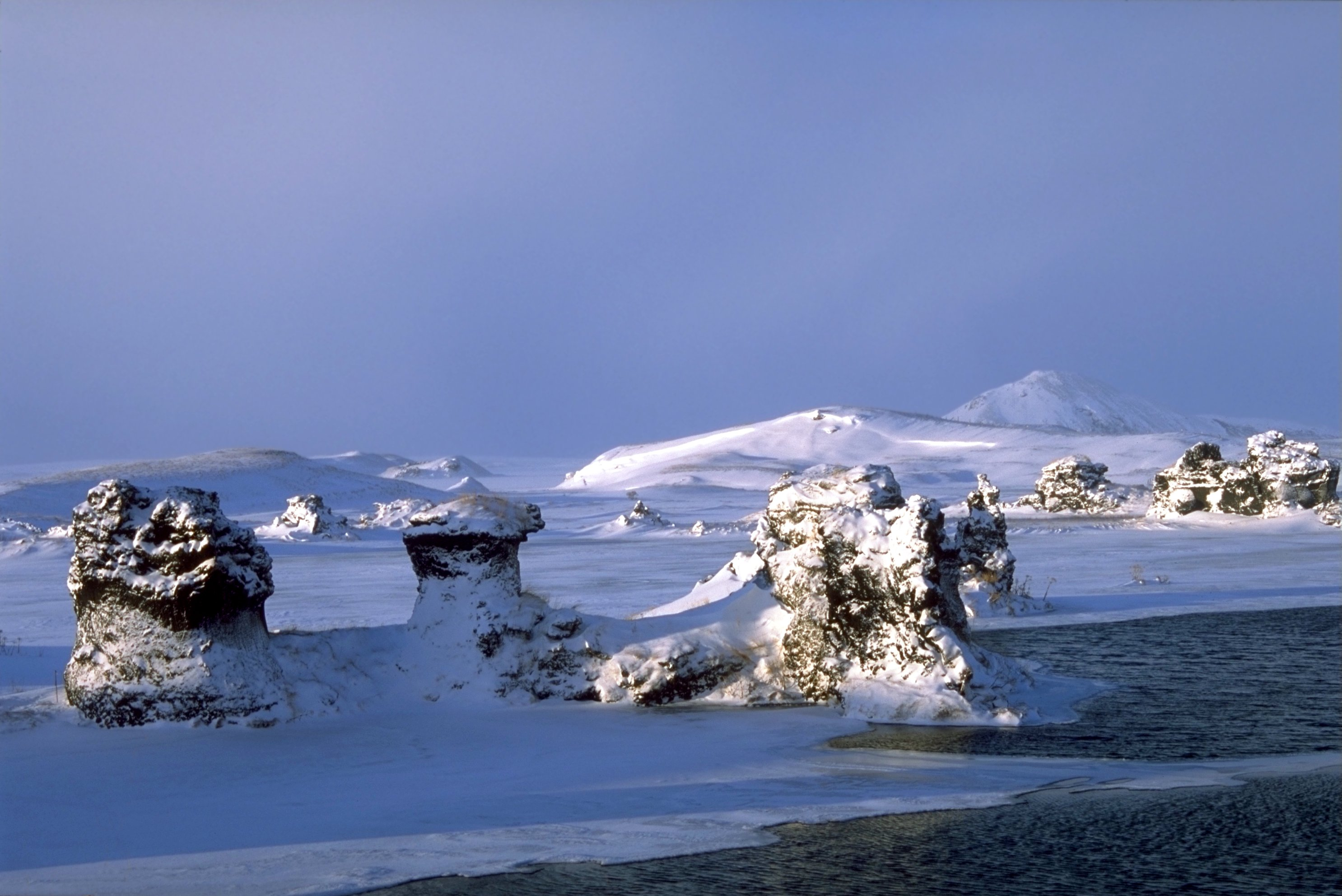
Vista del lago durante el invierno.

El turismo comienza a ser una incipiente industria en esta zona, así como en el resto del país. Numerosos visitantes llegan a Mývatn para observar las numerosas formaciones volcánicas que pueden encontrarse a sus orillas.
En el mismo lago, se encuentran los cráteres de Skútustaðir. Estos accidentes geográficos no llegaron a emitir lava nunca, pero fueron originados por explosiones producidas cuando la lava entró en contacto con el agua del lago.
No lejos del lago, se encuentra Hverjall (o Hverfell), desde el que se observa una maravillosa vista de la zona, es un cráter circular de 140 metros de profundidad y con una circunferencia de 1000 metros, se cree que es el resultado de una explosión ocurrida hace 2500 años.
Por la zona también podemos encontrar Dimmuborgir está cerca de Hverfjall y es una vasta área de formaciones de lava. Aquí se pueden encontrar todos los tipos de lava, como túneles o pequeñas cuevas. El más espectacular de todos es el conocido como la Iglesia, the Church una gran cámara con forma de iglesia.
Al igual que en la zona de Þingvellir, el movimiento de placas entre Europa y América se puede observar en diversas fisuras repartidas por la zona. Una de ellas tiene una longitud de 20 km, y en ella se encuentra una marca colocada por científicos internacionales para señalar el evidente movimiento de las placas tectónicas.

## Ocio
Además de las dos piscinas públicas existen numerosas posibilidades relacionadas con el baño como la zona llamada laguna, muy similar a la Bláa lónið que hay en la península de Reykjanes, al suroeste de la isla.